# Avery Island (Louisiana)
Avery Island (cajun fransk: Íle Petit Anse- dansk: "Den lille vig") er en salthorst i det sydlige Louisiana, USA. "Øen" ligger i Iberia Parish, ca. fem kilometer inde i landet fra Vermilion Bay, som åbner mod Den Mexicanske Golf. Der bor kun ganske få fastboende mennesker på øen.

## Historie
Øen er navngivet efter familien Avery, som slog sig ned på stedet i 1830'erne, men allerede længe før det, havde oprindelige amerikanere opdaget at stedets flora voksende på en betydelig naturressource, nemlig en stor salthorst. Indianerne kogte øens kildevand og udvandt på den måde salt. Dette solgte de til andre stammer så langt væk som Texas, Arkansas og Ohio.
I 1818 blev Petit Anse Island købt af en John Marsh fra New Jersey, som anlagde en sukkerplantage på øen,. Marsh's datter, Sarah giftede sig med Daniel Dudley Avery i 1837. Han kom fra Baton Rouge, hvor han var jurist. I 1845 blev han medejer af sukkerplantagen og i 1855 blev han eneejer.
Under Den amerikanske borgerkrig blev der i 1862 grundlagt en saltmine på øen. Denne producerede mere end 10.000 ton salt til Sydstaterne. Allerede i november samme år blev øen erobret af nordstatstropper under Nathaniel P. Banks, som nedbrændte bygningerne, ødelagde dampmaskinen og spredte sekshundrede tønder salt, der afventede udskibning over området.
Før borgerkrigen havde Edmund McIlhenny giftet sig med Mary Eliza Avery, datter af Dudley og Sarah og kom på den måde ind i familien. McIlhenny ejede en bank, men måtte flygte under krigen, og mistede hele sin formue. Efter borgerkrigen slog han og Mary sig ned på Avery Island, og i 1868 grundlagde han The McIlhenny Company og begyndte at fremstille pebersaucen Tabasco. I 1870 fik han patent på sin opskrift. Den metode, han opfandt anvendes fortsat til fremstilling af Tabasco.. Al Tabasco Sauce, der sælges i dag, fremstilles stadig på Avery Island, men chilifrugterne der anvendes, dyrkes nu mest i Mellemamerika. Dog dyrkes alle frø stadig på øen, og det er salt fra øens saltmine, som anvendes til fremstillingen.
I 2005 blev øen hårdt ramt af orkanen Rita. Ifølge Wall Street Journal, har McIlhenny-familien siden fået opført en fem meter høj dæmning, samt installeret pumper og generatorer, for at forhindre at fremtidige orkaner skal afbryde produktionen af Tabasco Sauce.

## Jungle Gardens
Edward McIlhenny, søn af Edmund, grundlagde en fuglekoloni på øen, i dag kendt som Bird City. Dette skete omkring 1895 efter at fjerjægere havde dræbt tusindvis af hejrer for at få fjer til damehatte. McIlhenny fandt otte unge hejrer, som han opdrættede i fangenskab på øen, og senere slap løs, da de skulle trække syd på. Næste forår kom fuglene tilbage Avery Island sammen med andre fugle af samme art og i dag tæller Bird City både Sølvhejre, Snowy Egret, Little Blue Heron og Great Blue Heron foruden Roseate Spoonbill (de sidstnævnte arter har intet dansk navn) og mange andre mindre fugle. Foruden fugle er der også mange andre dyr i parken og på øen i øvrigt, fx alligator, amerikansk sortbjørn, odder, sumpbæver, moskusrotte og slanger.
McIlhenny importerede også en række eksotiske planter, fx papyrus fra Ægypten, japanske kamelier, bambus og andre sjældne planter. Desuden er der mange naturligt forekommende planter som fx hortensia og blåregn. Desuden er der mange stedsegrønne ege dækket af spansk mos. Haven, der kaldes Jungle Gardens er også kendt for en sjælden Buddhastatue fra 1100-tallet, som McIlhenny fik foræret i 1936. Jungle Gardens er i dag åben for publikum mod entre.

## Geografi
Avery Island er på alle sider omgivet af såkaldte bayous, saltmarsk og sumpe. 'Øen' ligger ca. 225 km vest for New Orleans.. Adgang til øen sker via en meget lav og kort, afgiftsbelagt bro. Afgiften på 1 dollar (2012) betales kun, når man kører til øen.

### Geologi
Avery Island er ikke en ø i gængs forstand med troppen af en stor salthorst. Salthorsten blev dannet gennem upwelling af gamle saltaflejringer som findes under Mississippideltaet. Avery Island er en af fem salthorst 'øer', der findes langs Louisianas golfkyst.
.
Øen, der er fem km lang og fire km bred, har et areal på knap 9 km2., og den er ca. 50 meter over det omgivende terræn på det højeste sted..

## Fodnoter
1. 1 2 3  "Tabasco, History of Tabasco Pepper Sauce". Whatscookingamerica.net. Hentet 2012-12-10.
2. ↑  Avery familien fra Louisiana (Webside ikke længere tilgængelig)
3. ↑  John D. Winters, The Civil War in Louisiana, Baton Rouge, Louisiana State University Press, 1963, ISBN 0-8071-0834-0, pp. 231-232
4. ↑  "History of McIlhenny Company and Tabasco". Arkiveret fra originalen 10. april 2008. Hentet 30. december 2012.
5. ↑  Shevory, Kristina. "The Fiery Family: The McIlhennys Make Tabasco Come What May," The Wall Street Journal, March 31, 2007, pp. B1 and B4.
6. 1 2  History of Avery Island where Hot and Legendary TABASCO Sauce is Made!

## Eksterne links
- Firmaets hjemmeside

29°53′51″N 91°54′27″V / 29.8975°N 91.9075°V